# Diplotoxoides dalmatina
Diplotoxoides dalmatina är en tvåvingeart som först beskrevs av Gabriel Strobl 1900.  Diplotoxoides dalmatina ingår i släktet Diplotoxoides, och familjen fritflugor. Arten är reproducerande i Sverige.